# Ecnomus sinensis
Ecnomus sinensis är en nattsländeart som beskrevs av Navás 1923. Ecnomus sinensis ingår i släktet Ecnomus och familjen trattnattsländor. Inga underarter finns listade i Catalogue of Life.